# Мегас Дендрос
Мегас Дендрос (на гръцки: Μέγας Δένδρος; Голямо дърво) е село в Република Гърция, дем Термо, област Западна Гърция. Селото се намира на брега на езерото Трихонида на 480 м надморска височина.

## Личности
Родени в Мега Дендра
- Евгений Етолийски (1595 – 1682), православен духовник
- Козма Етолийски (1714 – 1779), православен духовник